# 46e division républicaine
La 46e division (en espagnol, 46.ª División) est une ancienne unité de l'armée populaire de la République espagnole qui a combattu l'armée franquiste pendant la guerre d'Espagne.

## Historique

### Création

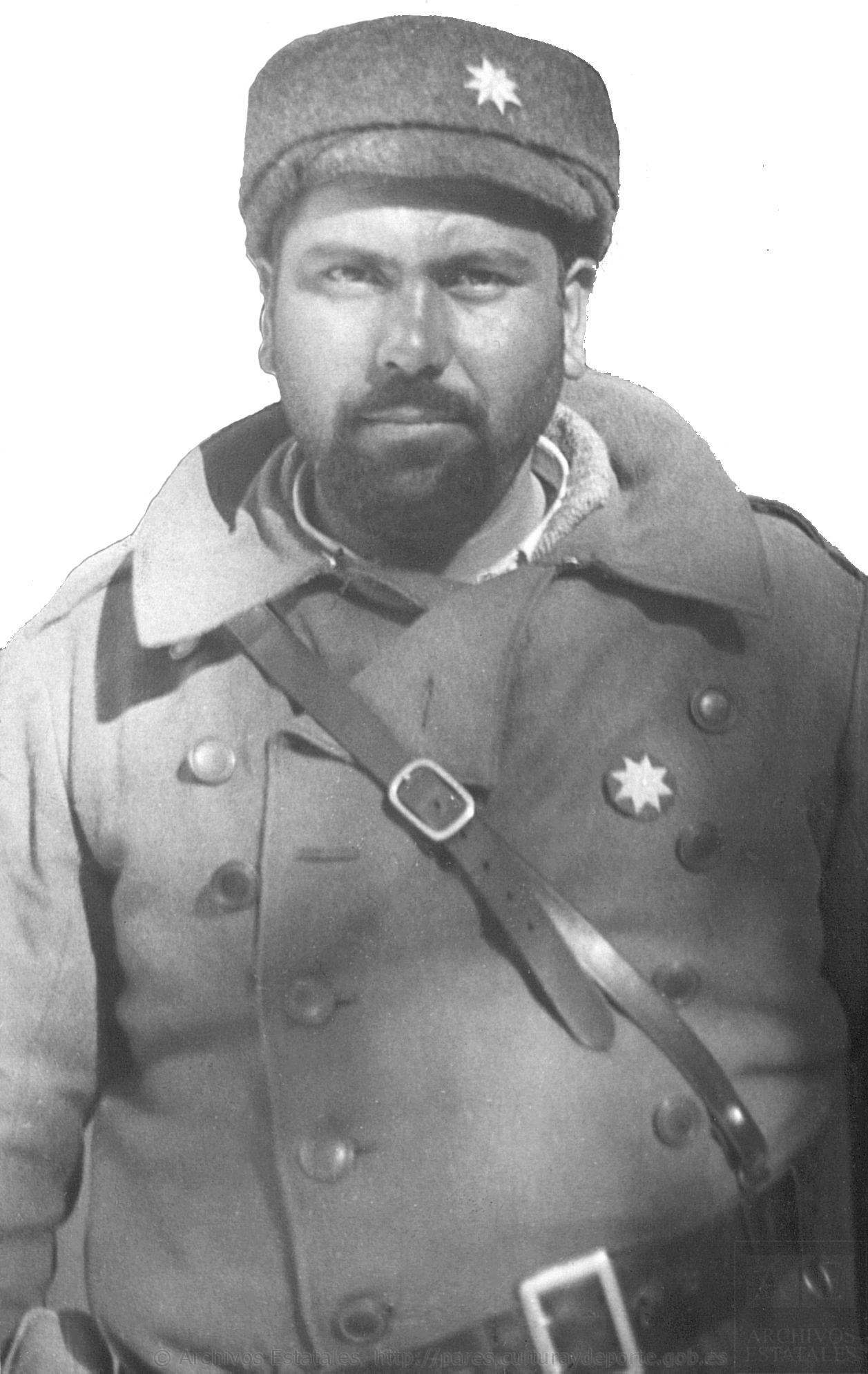
Valentín González "El Campesino"

La 46e division est créé en juin 1937, et regroupe dès lors la Xe Brigade et la 101e Brigade mixte. Le commandement de l'unité est confié à Valentín González González "El Campesino", ancien commandant de la Xe Brigade.

### Première armes
La 46e division fait ses premières armes lors de la campagne du Nord, au début de laquelle elle est envoyée en contre-attaque près de Madrid, afin d'encercler les troupes franquistes assiégeant la ville. Cette offensive est réalisée en collaboration avec les 11e et 15e divisions appartenant au Ve corps d'armée. Le 8 juillet 1937, la division atteint la ville de Villanueva de la Cañada, dont elle s'empare le lendemain, au prix de 300 pertes. En représailles, l'unité massacre près de 400 goumiers marocains, capturés quelques jours après et appartenant à l'armée franquiste. Elle se retire ensuite vers Alcalá de Henares pour se réorganiser.
En septembre 1937, la 46e division est envoyée avec la 11e division d'Enrique Líster et la 35e division de Karol Świerczewski pour combattre à la bataille de Belchite. Au début de l'année 1938, même si elle n'a pas participé aux premières phases de la bataille de Teruel, elle est envoyée au front, afin de relever les unités républicaines les plus affaiblies. De plus, le général Juan Hernández Saravia lui réclame l'appui de la Xe Brigade mixte (appartenant à la 46e division) pour défendre Alfambra, ce qui est refusé par Valentín González González. Le 21 février, l'unité se retrouve complètement encerclé dans Teruel mais parvient à se retirer en abandonnant matériel et blessés, soit près de 1500 hommes. Après la défaite, Valentín González González accuse Juan Modesto et Enrique Lister de l'avoir abandonné à son sort dans Teruel, et les autres se défendent en l'accusant d'avoir déserté le combat en laissant ses hommes au front.

### Les derniers combats
Le 27 mars 1938, la 46e division est de nouveau au front, à Lérida, afin de contrer l'offensive d'Aragon. Entre le 28 mars et le 3 avril, elle défend avec vigueur cette position face à la 13e division franquiste (es), en ralentissant l'avancée ennemie, puis se replie.
Le 24 juillet, juste avant le début de la bataille de l'Èbre,  Valentín González González est remplacé par Domiciano Leal Sargenta (es) à la tête de la division. Le lendemain, l'unité traverse l'Èbre et établit une tête de pont. Elle poursuit ses efforts pour atteindre ses objectifs, soit rallier la 11e division et prendre la Sierra de Pàndols (es) et la Sierra de Cavalls. Dès le 26 juillet, la totalité des positions sont prises, mais les troupes sont éreintées et ne peuvent continuer leurs efforts vers l'avant. Leurs nouveaux objectifs sont pourtant multiples, comme s'emparer de Gandesa et progresser vers les villes de Batea et de Bot. Plus tard, le 23 septembre, le commandant Domiciano Leal meurt d'un impact d'obus, et il est remplacé par Vicente López Tovar.
La 46e division n'est redéployé qu'en décembre 1938 au début de la campagne de Catalogne, avec le Ve corps d'armée. Elle a pour mission de bloquer l'avancée franquiste à la bataille du Sègre, qui est un échec. Le 17 janvier 1939, l'unité se replie sur Barcelone, où Rodolfo Bosch Pearson prend le commandement, puis se retire à la frontière française au début de février. 

## Commandement

### Chef d'état major
Le chef d'état major de la 46e division est Manuel Sánchez Pavón (es), tout au long de la guerre.

### Commandants
- Valentín González González, "El Campesino" (juin 1937 - juillet 1938) ;
- Domiciano Leal Sargenta (es) (juillet 1938 - 23 septembre 1938);
- Vicente López Tovar (23 septembre 1938 - 17 janvier 1939);
- Rodolfo Bosch Pearson (17 janvier 1939 - février 1939).

### Commissaires politiques
- Félix Navarro Serrano (es) (PCE) et Manuel Lorenzo González (es) (PSOE) (juin 1937 - juillet 1937) ;
- José del Campo Sanz (es) (PCE) (juillet 1937 - février 1939).